# مدينة بصرى القديمة

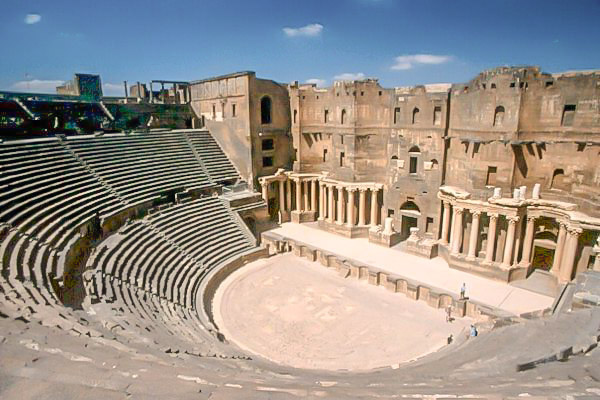
مسرح بصرى يقع في قلعة بصرى الأثرية

مدينة بصرى القديمة موقع أثري يقع في مدينة بصرى ، سوريا . يحتوي الموقع على مآثر من الحضارات الرومانية والبيزنطية والإسلامية ، وقد تم إدراجه من طرف اليونسكو في قائمة التراث العالمي .

## تاريخ
شكّلت هذه المدينة قديماً عاصمة المقاطعة الرومانية العربية ومحطة هامة في طريق القوافل القديمة إلى مكة. وقد حافظت داخل أسوارها السميكة على مدرّج روماني يعود إلى القرن الثاني، ناهيك عن آثار من المسيحية الأولى وعدد من المساجد.

### التراث العالمي لليونسكو
سنة 1980 ، تم إدراج مدينة بصرى القديمة كموقع للتراث العالمي لليونسكو، وفقًا للمعايير (1) و (3) و (6). وتبلغ مساحة المنطقة المحمية 116.2 هكتار بينما تغطي المنطقة العازلة 200.4 هكتار.
إلا أنه سنة 2017 ، تم إدراج الموقع في قائمة التراث العالمي المعرض للخطر ، بسبب النزاع المسلح في البلاد.

## معرض الصور

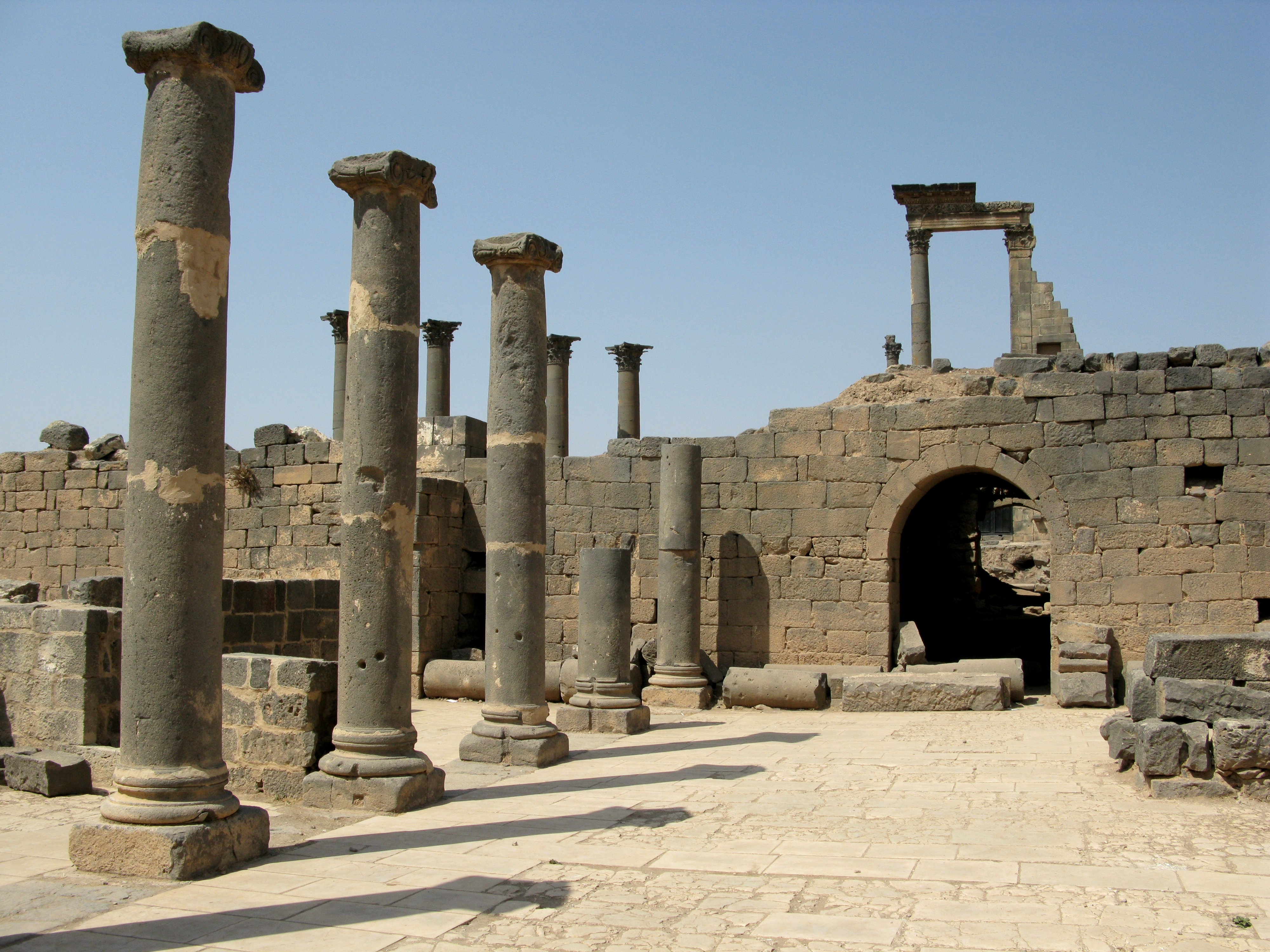
الأعمدة في شمال قلعة بصرى
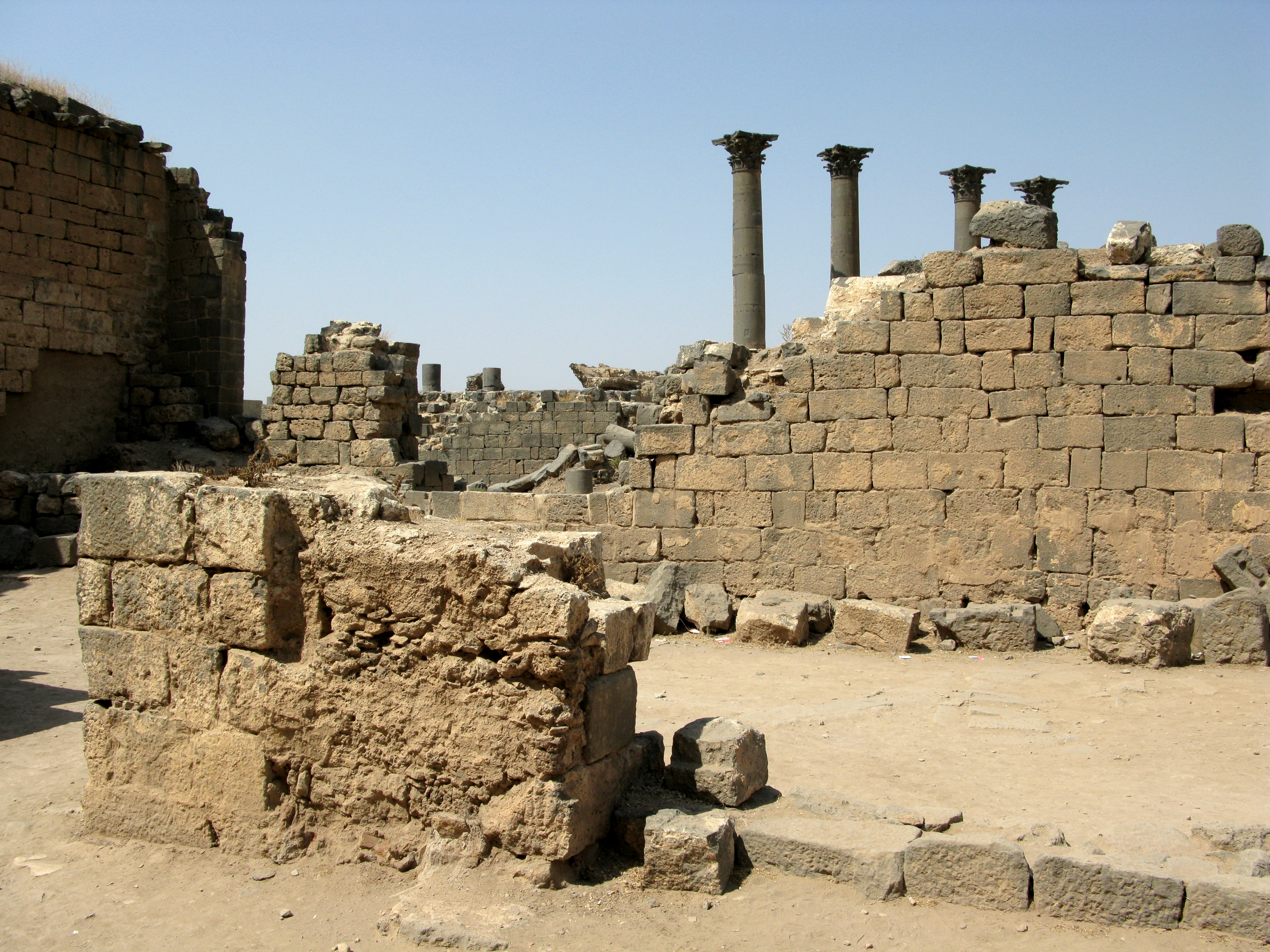
الطريق المؤدي إلى قلعة بصرى